# إعلان بابل

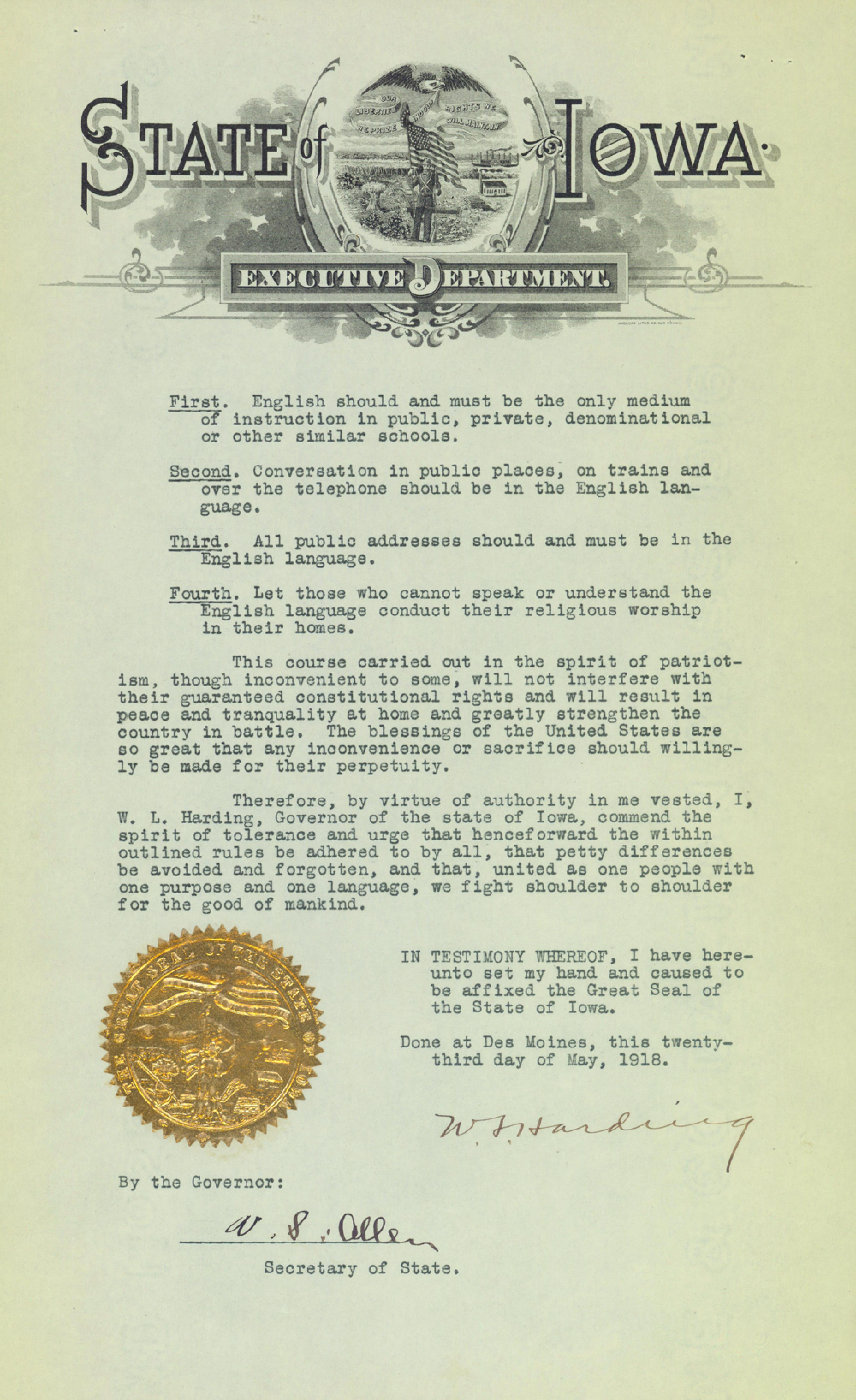
إعلان بابل

تم إصدار إعلان بابل من قبل حاكم ولاية أيوا ويليام إل. هاردينغ في 23 مايو 1918. لقد تبنى هاردينغ مشاعر معادية للألمان في أعقاب الحرب العالمية الأولى أبعد من أي ولاية أخرى.
وفقًا لهذا الإعلان، «كانت اللغة الإنجليزية فقط هي اللغة القانونية في المدارس العامة أو الخاصة، وفي المحادثات العامة، وفي القطارات، وعبر الهاتف، وفي جميع الاجتماعات، وفي جميع الخدمات الدينية».
تم إلغاء الإعلان في 4 ديسمبر 1918.

## ببليوغرافيا
- Frese, Stephen J. "Divided by a Common Language: The Babel Proclamation and its Influence in Iowa History," The History Teacher November 2005 (13 August 2007).